# Liste der Kulturdenkmale in Töttelstädt
Die Liste der Kulturdenkmale in Töttelstädt enthält die Kulturdenkmale des Ortsteils Töttelstädt der thüringischen Landeshauptstadt Erfurt, die vom Thüringischen Landesamt für Denkmalpflege und Archäologie als Bau- und Kunstdenkmale auf dem Gebiet der Stadt mit Stand vom 24. April 2025 erfasst wurden.

## Legende
- Bild: zeigt ein Bild des Kulturdenkmals und gegebenenfalls einen Link zu weiteren Fotos des Kulturdenkmals im Medienarchiv Wikimedia Commons
- Bezeichnung: Name, Bezeichnung oder die Art des Kulturdenkmals
- Lage: Wenn vorhanden Straßenname und Hausnummer des Kulturdenkmals; Grundsortierung der Liste erfolgt nach dieser Adresse. Der Link Karte führt zu verschiedenen Kartendarstellungen und nennt die Koordinaten des Kulturdenkmals.
 Kartenansicht, um Koordinaten zu setzen – in dieser Kartenansicht sind Kulturdenkmale ohne Koordinaten mit einem roten bzw. orangen Marker dargestellt und können in der Karte gesetzt werden. Kulturdenkmale ohne Bild sind mit einem blauen bzw. roten Marker gekennzeichnet, Kulturdenkmale mit Bild mit einem grünen bzw. orangen Marker.
- Datierung: gibt das Jahr der Fertigstellung beziehungsweise das Datum der Erstnennung oder den Zeitraum der Errichtung an
- Beschreibung: bauliche und geschichtliche Einzelheiten des Kulturdenkmals, vorzugsweise die Denkmaleigenschaften
- ID: Die ID identifiziert das Kulturdenkmal eindeutig. In Thüringen sind aktuell keine IDs veröffentlicht. In der ID-Spalte kann sich auch folgendes Icon  befinden, dies führt zu Angaben zu diesem Kulturdenkmal bei Wikidata.

## Liste der Kulturdenkmale in Töttelstädt
| Bild                           | Bezeichnung                                             | Lage                          | Datierung | Beschreibung | ID |
| ------------------------------ | ------------------------------------------------------- | ----------------------------- | --------- | --- | -- |
| Fotos hochladen                | Wohnhaus                                                | Bienstädter Tor 7 (Karte)     |           | einzelnes Kulturdenkmal |    |
| BW                             | Fünf Grenzsteine                                        | Im Wenigenfelde (Karte)       |           | einzelnes Kulturdenkmal |    |
| weitere Bilder Fotos hochladen | Evangelische Pfarrkirche St. Nikolai, ehemals St. Maria | Kirchstraße o. Nr. (Karte)    | 1825      | mit Ausstattung; Die erste Kirche wurde 1492 errichtet. Am 26. Oktober 1725 wurde eine zweite Kirche in Anwesenheit von Herzog Friedrich II. eingeweiht. Sie fiel am 15. Juni 1824 einem Großbrand zum Opfer. 1825 wurde die Kirche wiederaufgebaut mit drei Glocken aus Apolda (Ulrich). Am 12. Juli 1984 wurde der hohe und spitze Kirchturm durch einen verheerenden Sturm abgehoben. Der Turm wurde 1986 wieder errichtet, jedoch aus finanziellen Gründen und wegen Materialmangels nicht mehr so hoch wie ehedem; einzelnes Kulturdenkmal |    |
| BW                             | Kirchhof                                                | Kirchstraße o. Nr. (Karte)    |           | einzelnes Kulturdenkmal |    |
| BW                             | Grabmal                                                 | Kirchstraße o. Nr. (Karte)    |           | einzelnes Kulturdenkmal |    |
| BW                             | Wohnhaus, ehemaliges Pfarrhaus                          | Ludwig-Böhner-Platz 4 (Karte) |           | Hier lebte und arbeitete Wilhelm Hey (Dichter) (1789–1854) von 1818 bis 1827; einzelnes Kulturdenkmal |    |
| Fotos hochladen                | Gewölbebrücke über den Weißbach                         | Untertor (Karte)              |           | einzelnes Kulturdenkmal |    |
| Fotos hochladen                | Haustür und Einfassung                                  | Wilhelm-Hey-Straße 11 (Karte) |           | Das Nummernschild ist nicht aktuell; einzelnes Kulturdenkmal |    |